# 塞里亚泰
塞里亚泰（義大利語：Seriate），是意大利贝加莫省的一个市镇。总面积12.41平方公里，人口23877人，人口密度1924.0人/平方公里（2009年）。国家统计（ISTAT）代码为016198。